# Eublemma vinnula
Eublemma vinnula là một loài bướm đêm trong họ Erebidae.